# Nie odchodź
Nie odchodź – czwarty album zespołu Milano wydany 22 listopada 1994 roku w firmie fonograficznej Green Star. Kaseta zawiera 10 piosenek.

## Lista utworów
1. „Osiemnastka” – 3:34
2. „Kochana” – 4:48
3. „Brązowe oczy” – 4:33
4. „Nie odchodź” – 4:46
5. „Powiedz” – 4:24
6. „Wiolka” – 4:00
7. „Zostań proszę” – 3:24
8. „Puste słowa” – 4:10
9. „Dziewczyna z fotografii” – 3:12
10. „Ura bura” – 3:29

## Autorzy
- Muzyka – Bogdan Borowski (9, 10), Piotr Kopański (1, 2, 3, 4, 5), Milano (6, 7), M. Mońko (8)
- Słowa – Andrzej Borowski (1, 2, 3, 5, 7, 10), Bogdan Borowski (9), Piotr Kopański (4), R. Waliński (6), B. Trochimczuk (8)